# Fuerzas de Seguridad Públicas
Las Fuerzas de Seguridad Públicas (FSP), anteriormente conocidas como Policía Estatal de Baréin, es el principal organismo bahreiní de aplicación de la ley del Ministerio del Interior. Actualmente, el Jefe de Seguridad Pública es el Mayor general Tariq al-Hassan, que posee bajo su mando a todas las unidades que se encuentran al servicio del Ministerio del Interior, en especial aquellas responsables de mantener el orden y seguridad de Baréin.: 52  El Jefe de Seguridad Pública es el más alto cargo inmediatamente después del Ministro del Interior.

## Historia
La Dirección Policial de Baréin fue fundada en 1961 para dirigir la seguridad interna del país bajo el mando de Shaikh Mohammed ibn Salman Al Khalifa. Tras la independencia de Baréin del Reino Unido en 1971, este organismo pasó a ser el Ministerio del Interior, y la Policía Estatal fue rebautizada como Fuerzas de Seguridad Públicas.

## Departamentos
Las siguientes unidades y departamentos son los encargados de proporcionar información directamente al comando de la FSP:
- Los departamentos policiales de las cuatro Gobernaciones de Baréin (Manama, Muharraq, Shamaliyah y Junubiyah).
- El Departamento de Fuerzas Especiales.
- El Departamento de Protección Especial.
- El Centro Antiterrorista.
- La Dirección General de Guardias.
- La Policía de Tráfico.
- El Departamento de Operaciones.
- El Guardia de Costa.

Además de estas unidades, el Jefe de Seguridad Pública también dirige la Real Academia de Policía y sus diversas instituciones de formación, y la Seguridad Pública Asociación de Deportes, un organismo para Oficiales del Ministerio de Interior dedicado al atletismo. Tariq al-Hasan tiene a su vez tres subordinados inmediatos: el Subjefe de Seguridad Pública; el Asistente del Jefe de Seguridad de Operaciones y Asuntos de Entrenamiento, que supervisa las direcciones de Entrenamiento, Comunicaciones, y Operaciones, así como el Centro Conjunto de Terrorismo; y el Jefe Adjunto de Seguridad Pública para Asuntos Comunitarios, que ayuda a supervisar un número de las direcciones enumeradas como las fuerzas de policía de la gobernación y la de la Dirección de la Policía de Servicios a la Comunidad.

## Papel durante las protestas de 2011 - actualidad
Los miembros de las FSP fueron los agentes encargados de controlar y de disolver las multitudes y las protestas que se sucedieron en 2011 durante la Primavera Árabe en Baréin. Según un informe de la Comisión Independiente de Investigación de Baréin (BICI) publicado en noviembre de 2011, estaban equipados con "chalecos antibalas, escudos, porras, bombas de sonido, gases lacrimógenos y escopetas". Fueron los encargados de todas las operaciones para sacar a los manifestantes de la Plaza de la Perla, incluida la que tuvo lugar el llamado Jueves Sangriento y que provocó la muerte de cuatro manifestantes. La FSP también llevó a cabo arrestos, misiones de patrullaje y registros.: 52–3 

### Violaciones de derechos humanos
Según el informe de BICI, las unidades del FSP que estuvieron implicadas en las protestas bahreiníes emplearon la fuerza de manera excesiva a la hora de mitigar dichas revueltas, provocando graves lesiones a los manifestantes, como por ejemplo pérdidas de visión. El informe declaró:(pp266–7)
"El examen de las pruebas presentadas a la Comisión ha revelado que las unidades de las FSP que participaron en los sucesos de febrero/marzo de 2011 y en los sucesos posteriores en muchas situaciones violaron los principios de necesidad y proporcionalidad, que son los principios jurídicos de aplicación general en cuestiones relacionadas con el uso de la fuerza por parte de los funcionarios encargados de hacer cumplir la ley. Esto se pone de manifiesto tanto en la elección de las armas que utilizaron durante los enfrentamientos con civiles como en la forma en que se utilizaron esas armas. [...] La Comisión concluye que, si bien no ha encontrado pruebas que establezcan una práctica deliberada de un uso de la fuerza letal por parte de las unidades de las FSP durante el desempeño de sus funciones, las FSP han utilizado en muchas ocasiones la fuerza y las armas de fuego en situaciones en las que era innecesario, y de una forma desproporcionada."
Sin embargo, desde mayo de 2011, el Gobierno de Baréin no ha tomado ninguna acción en contra de aquellos oficiales que utilizaron una fuerza excesiva contra los manifestantes. quienes fuerza excesiva utilizada contra los manifestantes.: 10 

### Acusaciones de tortura

#### Tariq al-Hassan
Tariq al-Hassan es el actual Jefe de Seguridad Pública es el General de División, reemplazando al General de División Tariq Mubarak bin Dayna después de las violentas operaciones de seguridad que llevó a cabo el Ministerio de Interior para suprimir las protestas masivas prodemocracia en 2011. Con la excepción del Ministro del Interior, el Teniente General Rashid bin Abdullah, ningún individuo ha ejercido tanto control sobre la trayectoria de las fuerzas policiales del reino desde el eventos de 2011 como el Mayor General al-Hassan. 
La BBC británica produjo un documental titulado Breaking the Silence, en el cual se narraba el sufrimiento de varios activistas de Baréin que fueron sometidos a torturas y agresiones sexuales dentro de las cárceles de Baréin. La película inicialmente indicaba que la primavera Árabe llegó a Baréin en febrero de 2011, cuando la mayoría chiita salió a reclamar "mejores condiciones de vida", señalando que alrededor de un tercio de la población del país tomó las calles en ese momento, sin embargo el Gobierno logró reprimir dichas revueltas mediante el uso de la violencia, con la ayuda de las fuerzas saudíes. Una de las participantes en dichas manifestaciones fue Najah Youssef, madre de cuatro hijos que informó a la BBC árabe que fue torturada y violada en un complejo de seguridad después protestar contra una carrera de Fórmula 1 en 2017. La película mostró que Najah utilizó las redes sociales para difundir información contra las carreras de Fórmula 1 y debido a esto fue llevada al complejo de seguridad en Muharraq. Allí fue sometida a torturas, abusos sexuales y amenazas de violación, obligándola a firmar una confesión. La película dejó en claro que estas prácticas de tortura ya habían sido documentadas y denunciadas por un informe del BICI. La BBC responsabilizó al Jefe de Seguridad Interna de Baréin, Tariq al-Hassan, por lo ocurrido en el complejo de seguridad en Muharraq, en el que las autoridades niegan los casos de tortura, alegando que se adhieren a las normas de derechos humanos. La BBC también investigó si Gran Bretaña y Estados Unidos fueron cómplices de las presuntas violaciones de derechos humanos al proporcionar instrucción y formación a las fuerzas de seguridad en Baréin. Señaló que Lord Scriven reveló que Tariq al-Hassan se había beneficiado de un viaje financiado por el Ministerio de Relaciones Exteriores británico a Irlanda del Norte en 2014. Fue allí para "discutir y debatir un conjunto de reformas policiales". En julio de 2018, a solicitud del Ministerio de Relaciones Exteriores británico, la Universidad de Dharam lanzó un programa de dos años para formar a la policía de Baréin en pruebas forenses. Tariq al-Hassan fue quien firmó este contrato por Baréin. La BBC señaló que Lord Scriven, miembro de la Cámara de los Lores de los Demócratas Liberales, se ha opuesto durante mucho tiempo a que Gran Bretaña proporcione entrenamiento para las fuerzas de seguridad de Baréin. Preguntaba "¿Por qué en los últimos seis años Bahrein ha recibido 6,5 millones de libras en dinero de los contribuyentes?"
Americans for Democracy and Human Rights in Bahrain en un informe escrito en 2019, realizaba una serie de recomendaciones al Gobierno bahreiní, entre las cuales destaca la imposición de sanciones a los principales responsables de la grave violaciones de derechos o malversaciones relacionadas en todo el Ministerio del Interior agencias y niveles de mando, hasta e incluyendo al Ministro del Interior, el jeque Rashid bin Abdullah Al Khalifa, y el Jefe de Seguridad Pública, Tariq al-Hassan.

## Jefes de Seguridad Pública de Baréin
| # | Nombre                  | Desde | Hasta |
| - | ----------------------- | ----- | ----- |
| 1 | Tariq Mubarak bin Dayna | -     | 2011  |
| 2 | Tariq Hasan Al Hasan    | 2011  | -     |

## Helicópteros
Las Fuerzas de Seguridad Públicas originalmente operaron un par de Westland Scouts así como un par de Hughes 269C. Más tarde incluyeron un par de Sikorsky S-76 así como un autogiro McCulloch J-2 y un número desconocido de Hughes 500D helicópteros.  Tres Bell 412 forman parte ahora del equipo de transporte de las FSP, y un Bell 427 que fue adquirido en 2001.